# Lucy Krohg
Lucy Krohg (de soltera Vidil) (6 de abril de 1891 - París, 17 de agosto de 1977 - París) fue una modelo, artista y galerista francesa.

## Trayectoria
Nacida en París, era hija del panadero François Victor Vidil (fallecido en 1938) y de Cécile Vidil (de soltera Jampa), que usaba el nombre de Lucy. Adolescente independiente, entró en el círculo de artistas reunidos en torno a Montparnasse y Montmartre y fue modelo de Henri Matisse y Albert Marquet. En 1909 conoció a Jules Pascin y posó para él en las primeras representaciones que se encontraron de él y, como siempre ocurría con Pascin, se produjo una breve relación íntima. En 1910 ya era la modelo preferida de la Académie Matisse y los estudiantes la consideraban una musa perfecta para sus obras. Durante una de las veladas en la pista de baile del Bal Bullier, entró en contacto con un alumno de la Academia Matisse, el hijo del pintor noruego Christian Krohg, Per Krohg. Per Krohg no sólo era conocido por su obra artística, sino que había realizado varios cursos de baile y era un maestro de la pista. A partir de esa noche, la pareja se hizo inseparable. Como signo de su recién descubierta unión, la joven se cortó radicalmente el pelo y estableció un estilo distintivo que sería suyo para el resto de su vida. La pareja se casó el 21 de diciembre de 1915, y en 1917 Lucy dio a luz a un hijo, Guy.

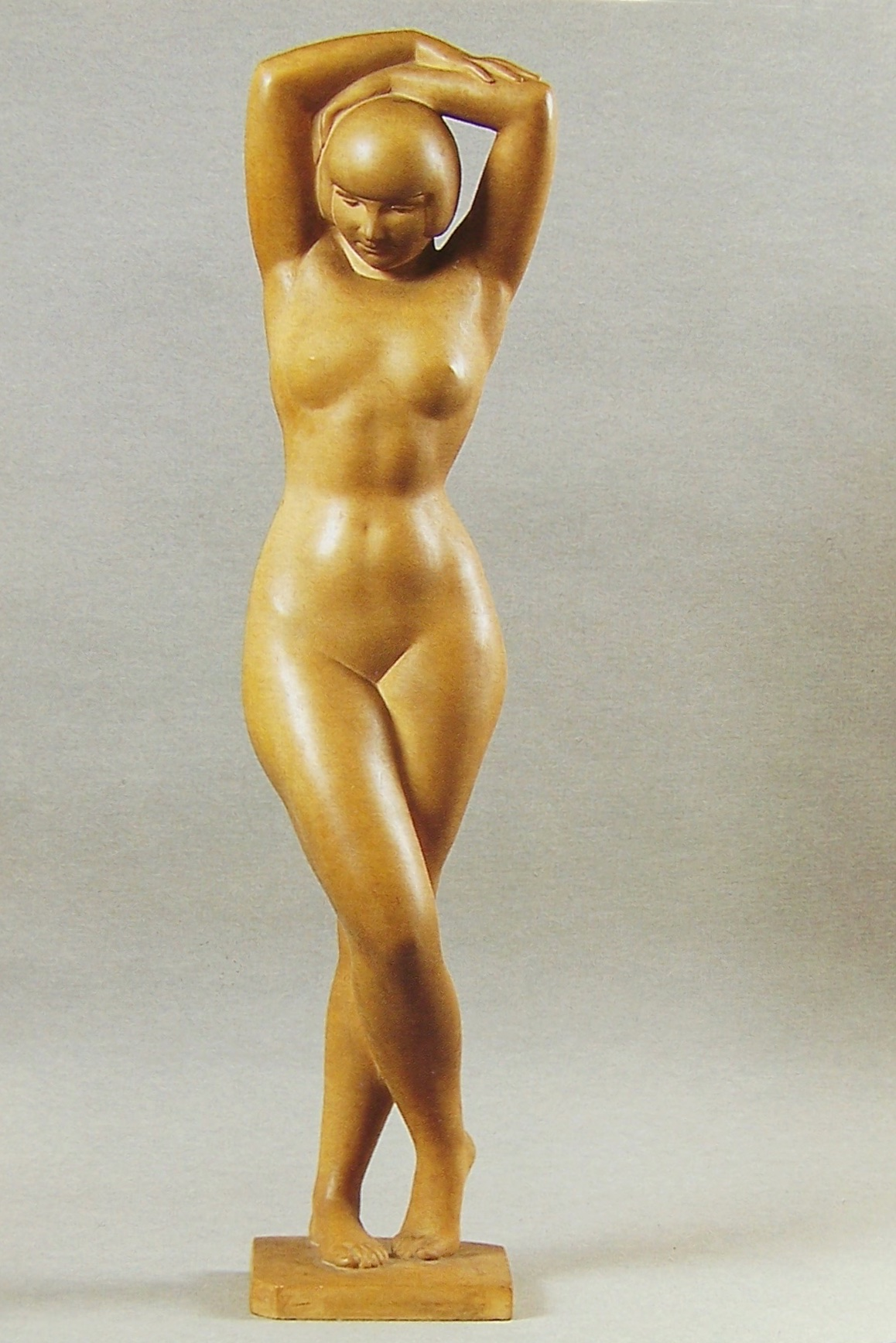
Lucy Krogh, de Cecil Howard 1920, idéntica en imagen a la de los estudiantes de la Academia Matisse

Pascin dejó París en 1914 con su prometida Hermine David y se casó con ella en 1918. Regresó a París en el otoño de 1920 y en la primavera de 1921 intentó, sin éxito, retomar su íntima relación con Lucy Krohg, ya casada en ese momento. En el verano de 1921, Per Krohg se fue a Noruega a un taller de pintura al aire libre, y la relación de Pascin y Hermine David terminó en separación. Lucy aún comprometida con su matrimonio, ayudaba habitualmente a Pascin, quien se había vuelto dependiente del alcohol y amenazaba con suicidarse. Lucy llevó una doble vida, cuidando de su propio matrimonio y atendiendo a Pascin. Esta situación duró tres años. En 1924, Christian Krohg se llevó a su hijo. En 1927, Pascin fue amenazado con la pérdida de la ciudadanía estadounidense y se vio obligado a vivir en Nueva York durante al menos un año. Sin embargo, cinco meses después de su partida, Hermine David se unió a él. Juntos regresaron a Europa y viajaron a España y Portugal, y estableciéndose finalmente en París. Pascin ya sufría de depresión y alcoholismo. El 5 de junio de 1930, cuando iba a inaugurarse su propia exposición individual, se suicidó en su estudio. Primero, se cortó las venas y escribió Adieu Lucy en la pared con sangre y luego se ahorcó. El cuerpo fue descubierto tres días después por Lucy Krohg. Tras la apertura de su testamento, se descubrió que Pascin había compartido su patrimonio entre su esposa, Hermine David, y Lucy.
El matrimonio de Lucy no había existido realmente durante muchos años, ya que el divorcio oficial de Per Krohg no tuvo lugar hasta 1934, cuando realmente deseó casarse con otra mujer. En años posteriores, el nombre de Krohg apareció periódicamente mientras se exhibían las obras de Pascin, ya que la mitad de la colección permaneció en poder de él y no fue hasta 1932 cuando Lucy creó la Galerie Lucy Krohg, con su propia obra, en 10bis place Saint-Augustin, en el distrito 8.
Lucy Krohg murió en París a la edad de 86 años.